# 白疣左錐螺
白疣左錐螺（学名：Mastonia papillata）为左錐螺科雙珠螺屬下的一个种。